# Paróquia de Lafayette
A Paróquia de Lafayette é uma das 64 paróquias do estado americano da Luisiana. A sede da paróquia é Lafayette, e sua maior cidade é Lafayette. A paróquia possui uma área de 700 km² (dos quais 1 km² estão cobertas por água), uma população de 190 503 habitantes, e uma densidade populacional de 273 hab/km² (segundo o censo nacional de 2000). 